# 멘도리촌
멘도리촌(妻鳥村)은 에히메현 우마군에 설치된 촌이다. 